# Tanzania na Letnich Igrzyskach Olimpijskich 2024
Tanzania na Letnich Igrzyskach Olimpijskich 2024 – występ kadry sportowców reprezentujących Tanzania na igrzyskach olimpijskich, które odbyły się w Paryżu we Francji, w dniach 26 lipca – 11 sierpnia 2024.
Reprezentacja Tanzanii liczy siedmioro zawodników – trzy kobiety i czterech mężczyzn, którzy wystąpili w 3 dyscyplinach.
Jest to piętnasty start Tanzanii na letnich igrzyskach olimpijskich.

## Reprezentanci

### Judo
| Zawodnik            | Konkurencja | 1/16 finału      | 1/8 finału       | Ćwierćfinał      | Półfinał         | Repasaże         | Finał / 3. miejsce | Finał / 3. miejsce | Źródła |
| Zawodnik            | Konkurencja | Przeciwnik Wynik | Przeciwnik Wynik | Przeciwnik Wynik | Przeciwnik Wynik | Przeciwnik Wynik | Przeciwnik Wynik   | Pozycja            | Źródła |
| ------------------- | ----------- | ---------------- | ---------------- | ---------------- | ---------------- | ---------------- | ------------------ | ------------------ | ------ |
| Andrew Thomas Mlugu | -73 kg (m)  | Tai Tin W 10-01  | Gaba P 00-10     | NQ               | NQ               | NQ               | NQ                 | 9.                 | [ 1 ]  |

### Lekkoatletyka

#### Konkurencje biegowe
| Zawodnik         | Konkurencja | Finał   | Finał   | Źródło |
| Zawodnik         | Konkurencja | Wynik   | Miejsce | Źródło |
| ---------------- | ----------- | ------- | ------- | ------ |
| Gabriel Geay     | Maraton (m) | DNF     | DNF     | [ 2 ]  |
| Alphonce Simbu   | Maraton (m) | 2:10,03 | 17.     | [ 2 ]  |
| Jackline Sakilu  | Maraton (k) | DNF     | DNF     | [ 3 ]  |
| Magdalena Shauri | Maraton (k) | 2:31,58 | 40.     | [ 3 ]  |

### Pływanie
| Zawodnik         | Konkurencja            | Eliminacje | Eliminacje | Półfinał | Półfinał | Finał | Finał | Źródło |
| Zawodnik         | Konkurencja            | Czas       | Poz.       | Czas     | Poz.     | Czas  | Poz.  | Źródło |
| ---------------- | ---------------------- | ---------- | ---------- | -------- | -------- | ----- | ----- | ------ |
| Collins Saliboko | 100 m st. dowolnym (m) | 53,38      | 71.        | NQ       | NQ       | NQ    | NQ    | [ 4 ]  |
| Sophia Latiff    | 50 m st. dowolnym (k)  | 28.42      | 49.        | NQ       | NQ       | NQ    | NQ    | [ 5 ]  |